# Szogumgang
A Szogumgang (hangul: 소금강, handzsa: 小金剛, RR: Sogeumgang; „Kis Kumgang (Geumgang)”) völgy Kangvon (Gangwon) tartományban az Odeszan (Odaesan) Nemzeti Parkban. A nemzeti park területének mintegy egynegyedét teszi ki. A területet a Noinbong, pengmabong, Hvangbjongszan, Mebong és Cshonmabong (Noinbong, Baekmabong, Hwangbyeongsan, Maebong és Cheonmabong) hegycsúcsok veszik körül. Örökségvédelmi szempontból Dél-Korea festői helyei közé sorolták. Népszerű turistalátványosság és kedvelt túraútvonalak haladnak át rajta.

## Jellemzői
A 24 km²-en elterülő hegyvidék eredeti neve Cshonghakszan (Cheonghaksan) (청학산) volt, amíg Julgok (Yulgok) mester a 16. században meg nem állapította, hogy a táj nagyon hasonlít a Kumgang (Geumgang) hegyvidékhez, és elnevezte „Kis Kumgang (Geumgang)nak”. Látogatását Jucshonghakszangi (Yucheonghaksangi) (유청학산기) című útinaplójában örökítette meg, és itt nevezte el a vidéket a hasonló környezetű Kumgang (Geumgang) után. A környékén olyan nevezetességek találhatók, mint az Amiszanszong (Amisanseong) (아미산성) erőd, ahol az utolsó sillai koronaherceg, Mai (Maui) (마의) élt száműzetésben, vagy a Kumgangsza (Geumgangsa) templom, melynél a sziklába vésve szerepel a 小金剛 (Szogumgang (Sogeumgang)) felirat. A legenda szerint maga Julgok (Yulgok) mester véste bele, erre azonban nincs bizonyíték. A területen mintegy 129 növényfaj él, többek között papírnyír, keleti fehér tölgy (Quercus aliena) és havasszépe (Rhododendron schlippenbachii). Kihalásközeli fajok is élnek itt, úgy mint hegyi kecskék, pézsmaszarvasok, örvös medvék. További védelemre szoruló faj például a fekete harkály.
Itt található a turistalátványosságként is népszerű Kurjongphokpho (Guryongpokpo) vízesésrendszer, mely kilenc vízesésből áll, a Szogumgang (Sogeumgang) folyó mintegy három kilométeres szakaszán. Nevének jelentése „kilenc sárkány”, mert a monda szerint mindegyik vízesésben egy sárkány lakozik. A környéken érdekes alakú sziklák is láthatók, valamit egy kereszt alakú kis tó, a Sipcsaszo (Sibjaso) (십자소), mely természetes képződmény. Két túraútvonalat ajánl a parkigazgatóság, az egyik 15 kilométer, a másik 6 km hosszú.